# Highland (comté de Sullivan, New York)
Pour les articles homonymes, voir Highland.
Ne doit pas être confondu avec Highland (comté d'Orange, New York).
Highland est une town du comté de Sullivan, dans l'État de New York, aux États-Unis.  

## Géographie
La population de Highland était de 2 530 habitants au recensement de 2010.